# Nana de Coma
La galàxia nana de la Cabellera de Berenice, nana de Coma, és una galàxia nana esferoidal del Grup local situada a aproximadament 144.000 anys llum (44 kpc) del Sol a la constel·lació de la Cabellera de Berenice.
Satèl·lit de la Via Làctia, és una galàxia de baixa brillantor superficial, entre les més pàl·lides conegudes, amb un radi efectiu d'aproximadament 230 anys llumi constituïda d'estrelles de població II, de fluixa metal·licitat — [Fe/H] ≈ -2.53 ± 0.45, és a dir, una taxa d'elements més pesants que l'heli 350 vegades inferior a l'atmosfera solar — i envellides de prop de 12 mil milions d'anys.
D'una massa avaluada en aproximadament 1,2 milió de masses solar i una lluminositat total d'aproximadament 3.700 vegades la lluminositat solar, tindria una relació massa/lluminositat d'aproximadament 450 M/L, sent M la massa solar i L la lluminositat solar, indicant una forta prevalença de la matèria fosca en aquesta estructura.